# Ẩm thực quần đảo Ionia
Ẩm thực quần đảo Ionia ở Hy Lạp là nền ẩm thực của khu vực quần đảo Ionia. Nó chiu nhiều ảnh hưởng nhiều hơn bất kỳ phần nào khác của Hy Lạp, từ ẩm thực Ý do sự thống trị của người Venezia trong thời gian dài, và nó cũng gây ảnh hưởng đến ẩm thực Ý.

## Cephalonia
Các món ăn nổi bật bao gồm:
- Pissara (salad)
- Bourbourelia
- Kreatopita[1] (bánh pie thịt)
- Omeletta
- Riganada
- Tsigaridia
- Tsouknidopita

## Kérkyra
- Bianco
- Bourdeto
- Bourou-bourou
- Pastitsada
- Poulenta
- Savoro
- Sofrito
- Tsigareli
- Bianceta (món tráng miệng)
- Mandola (món tráng miệng)

## Lefkada
- Frygadeli
- Riganada
- Sofigado
- Tsigaridia
- Galatopita (món tráng miệng)

## Zakynthos
- Boutridia
- Sofigadoura
- Lý chua Zakynthos
- Frigania (món tráng miệng)
- Fritoura (món tráng miệng)

Các loại đồ ngọt phổ biến, thường thấy ở quần đảo Ionia là pasteli và mandolato.

## Hình ảnh

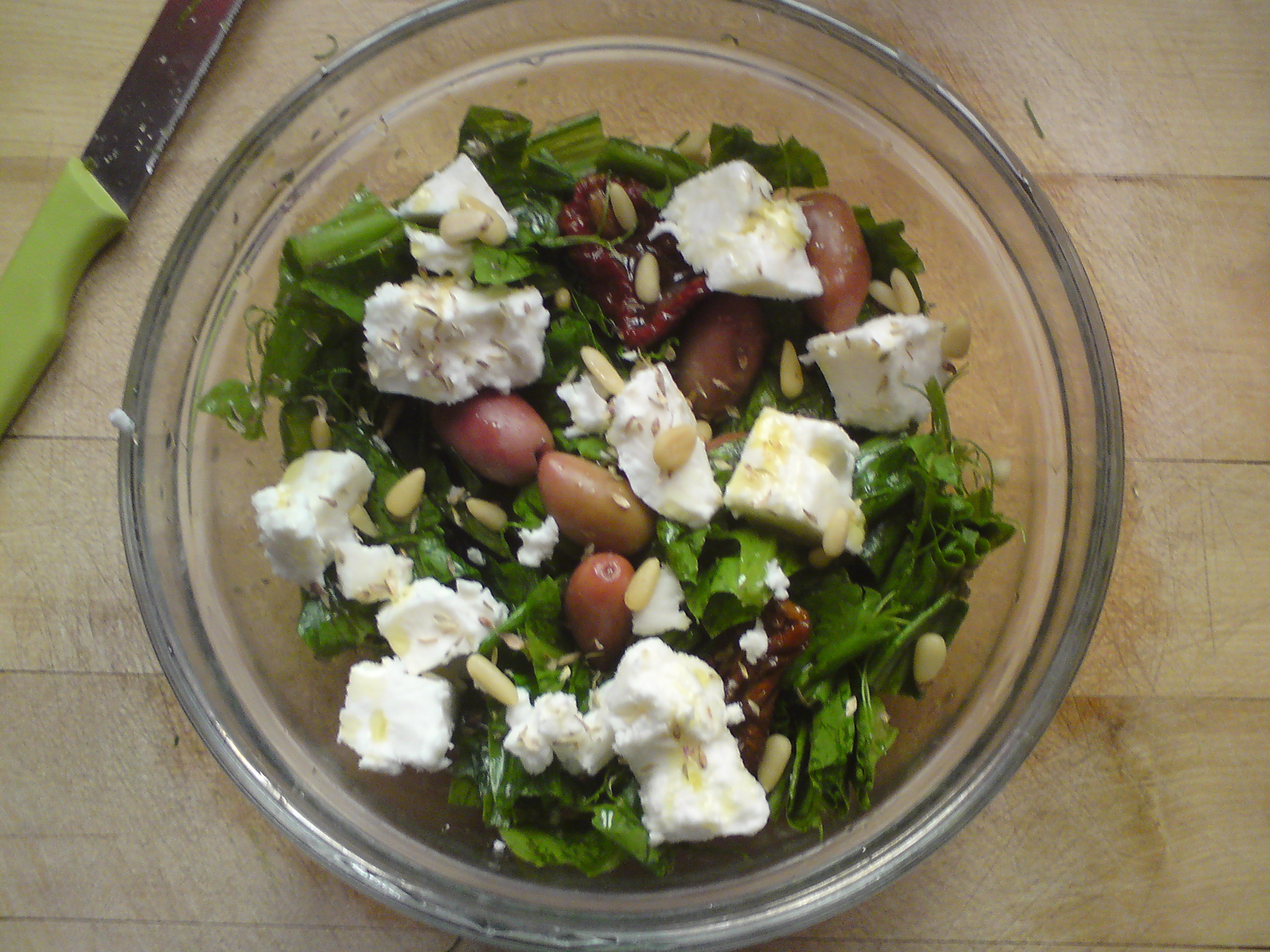
Pissara, salad (Kephalonia)
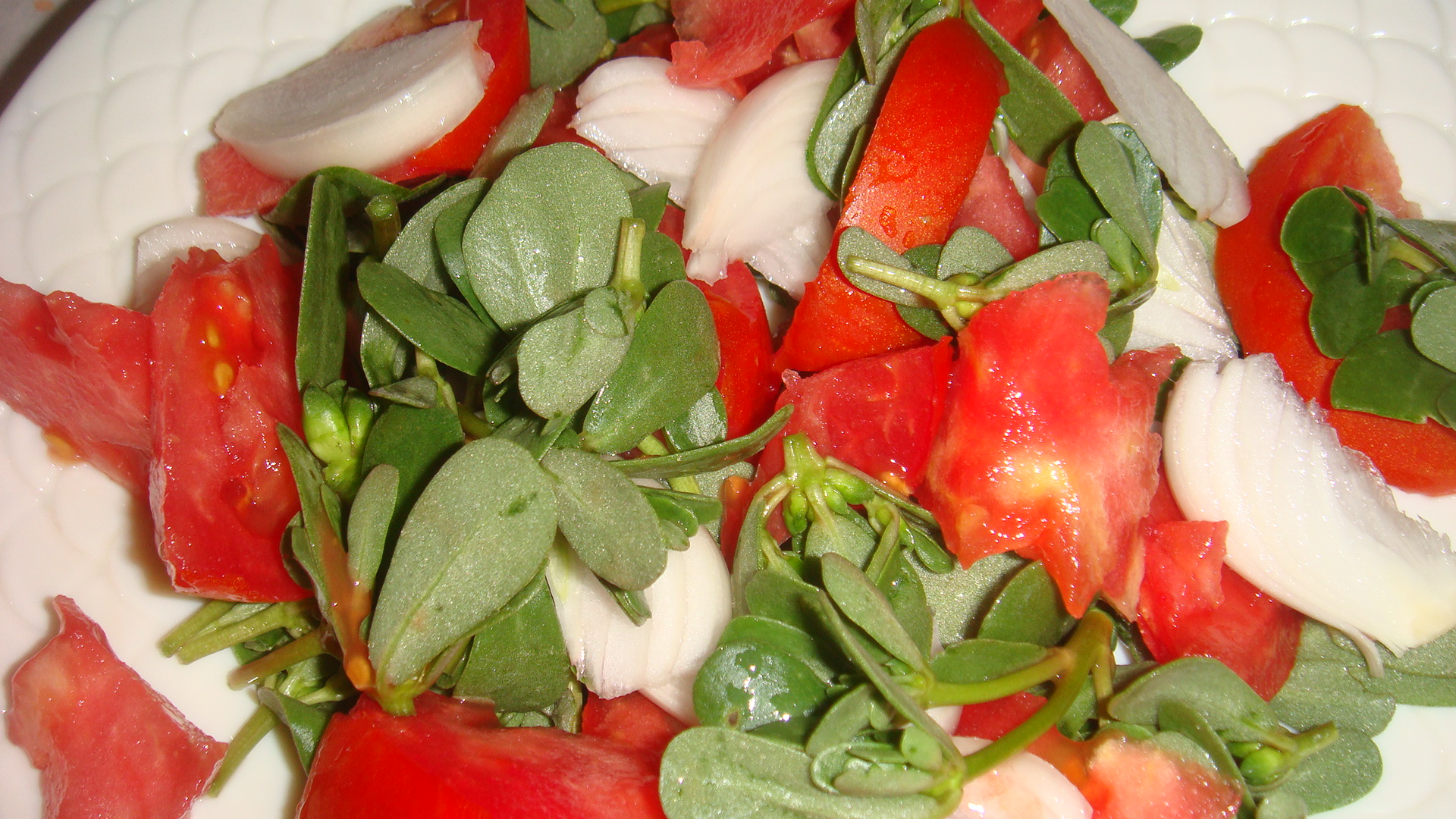
Andrakla, salad (Kephalonia)
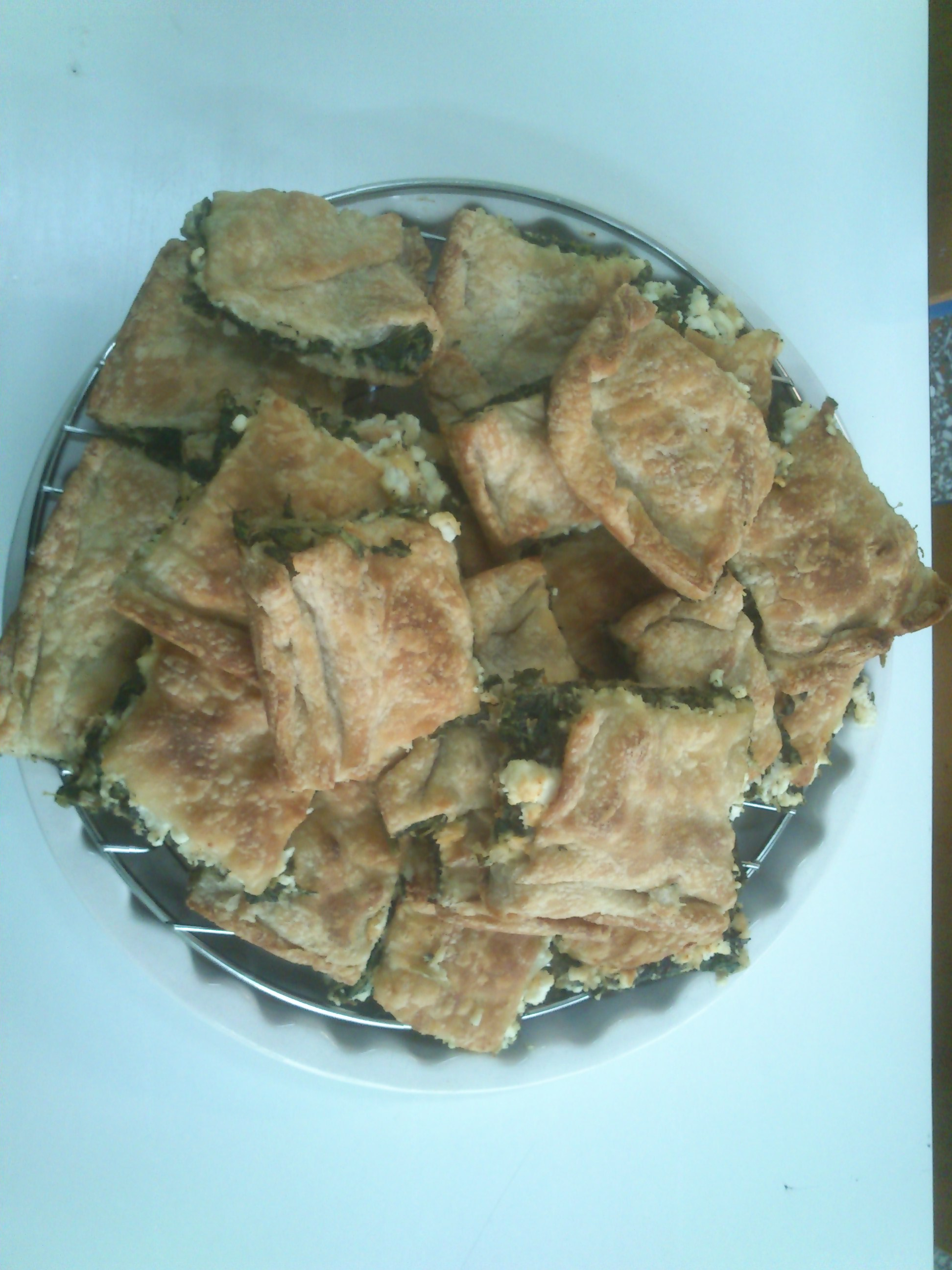
Tsouknidopita
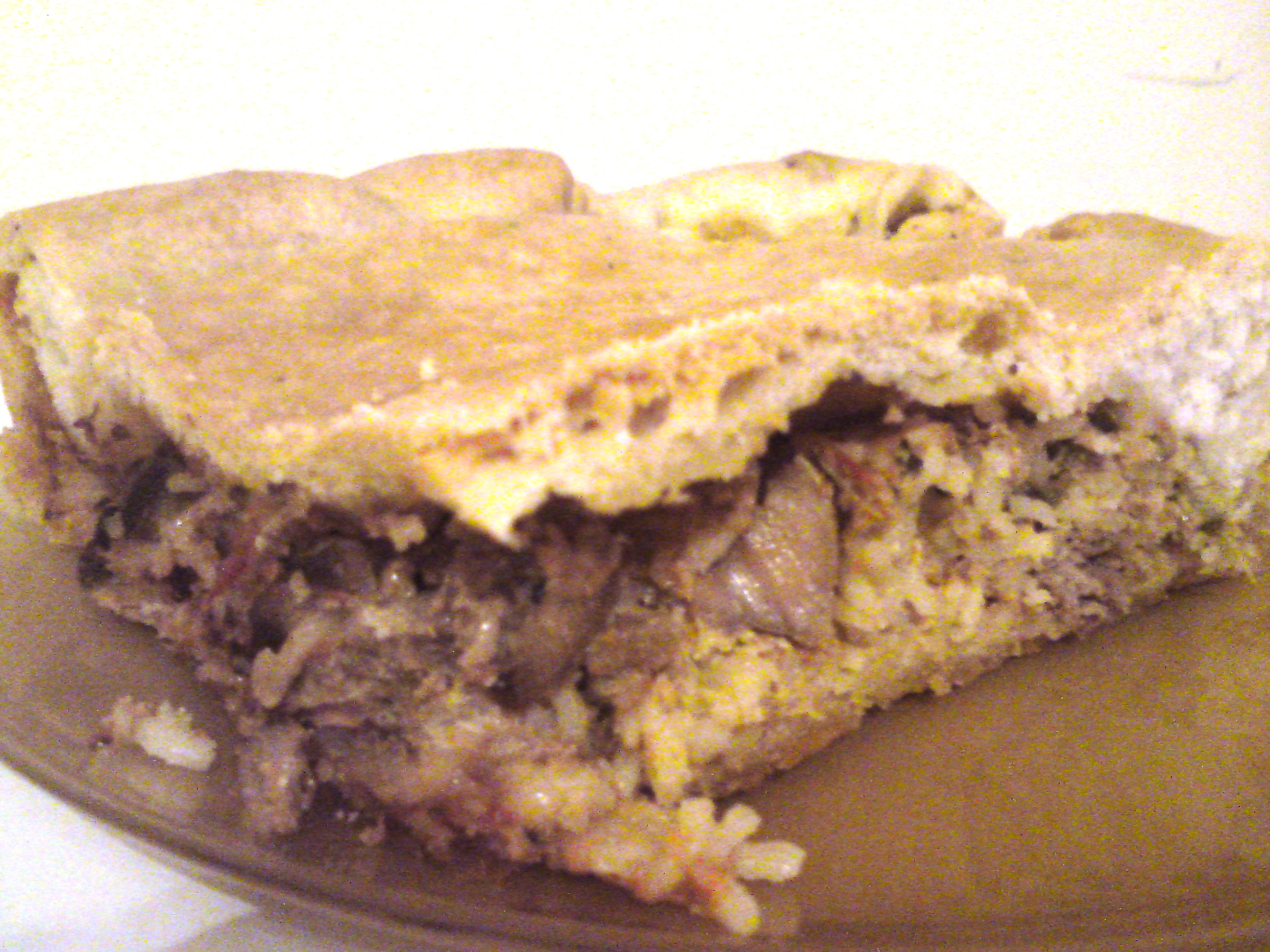
Kreatopita
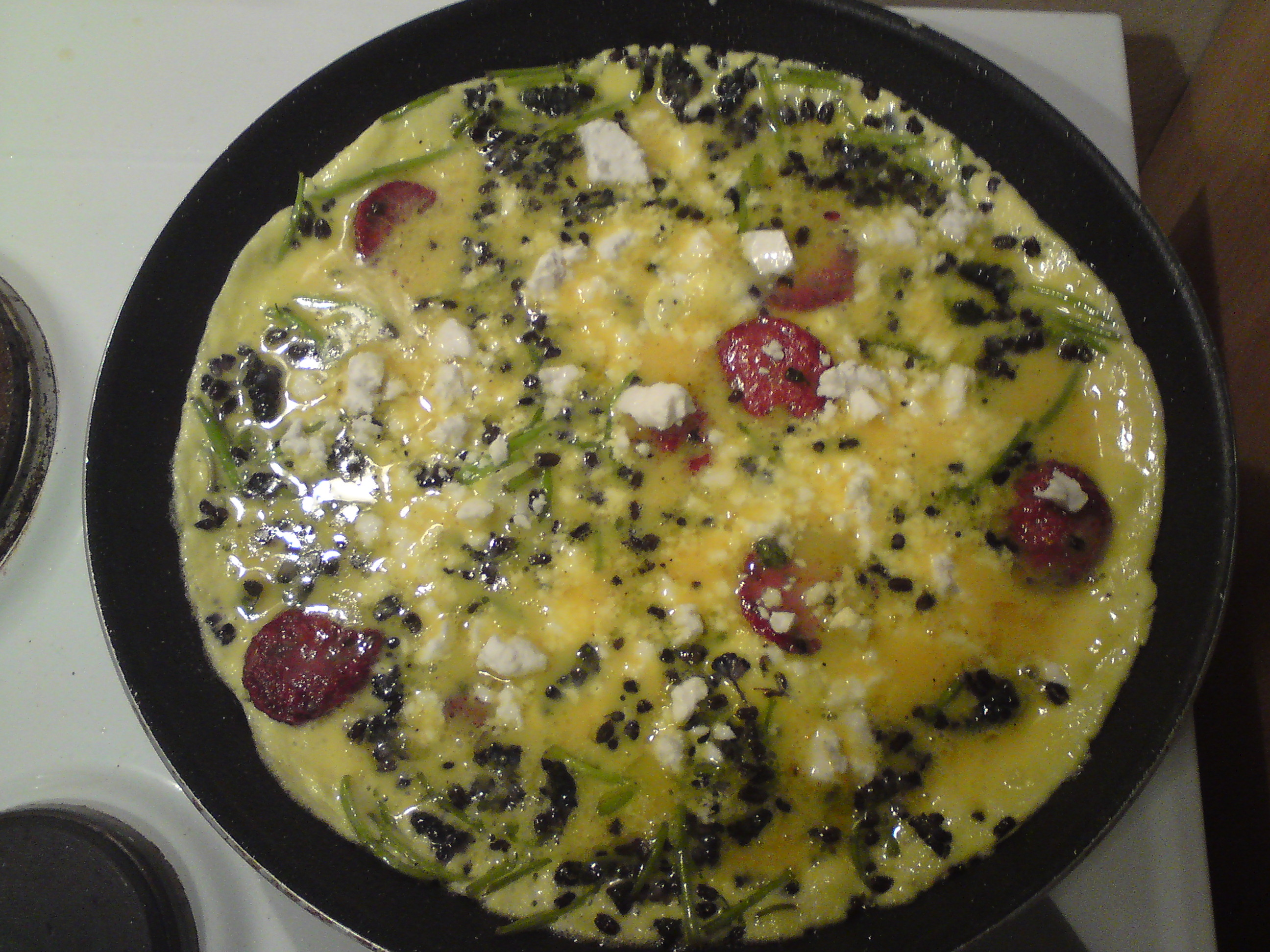
Omeletta
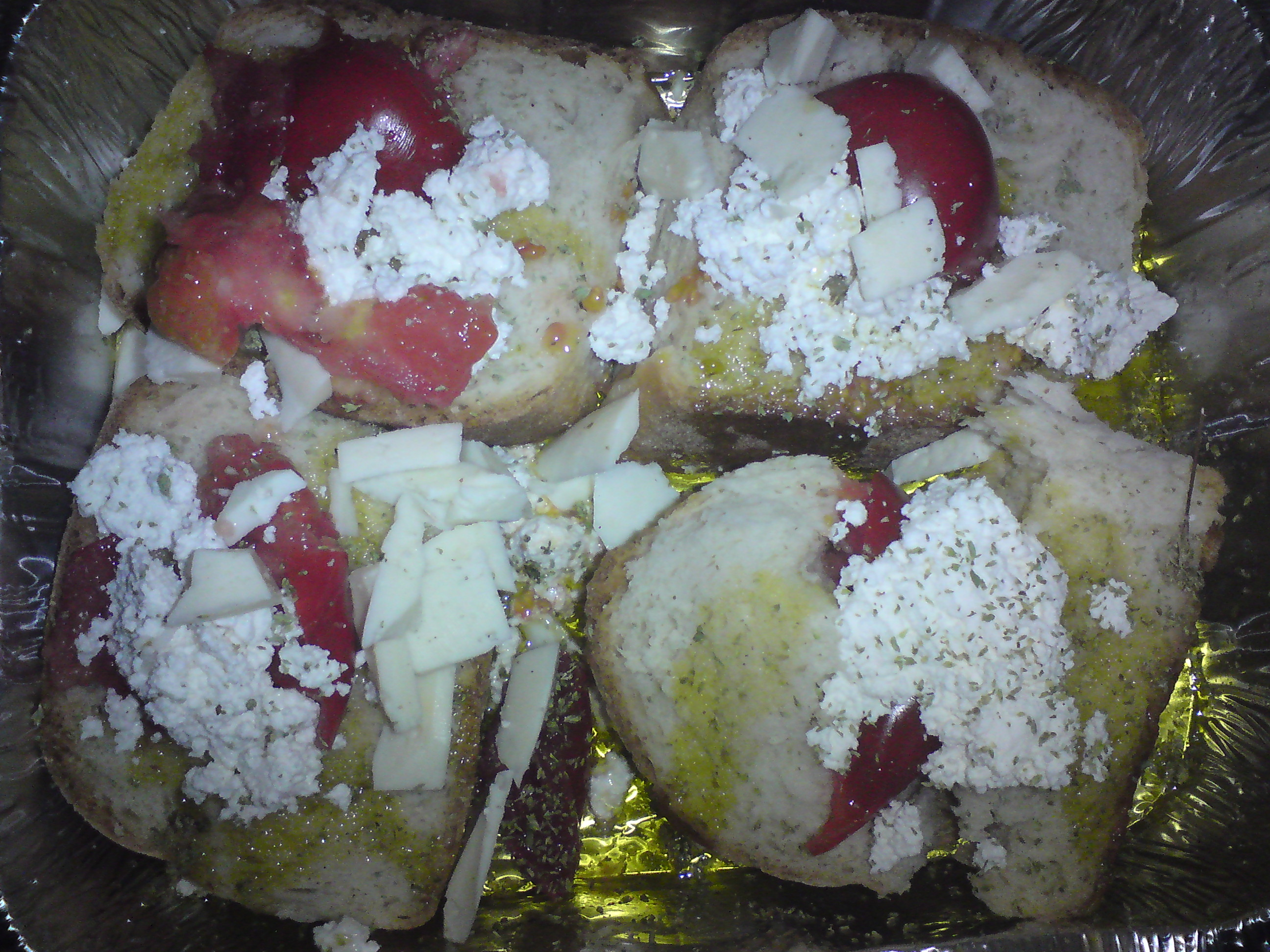
Riganada
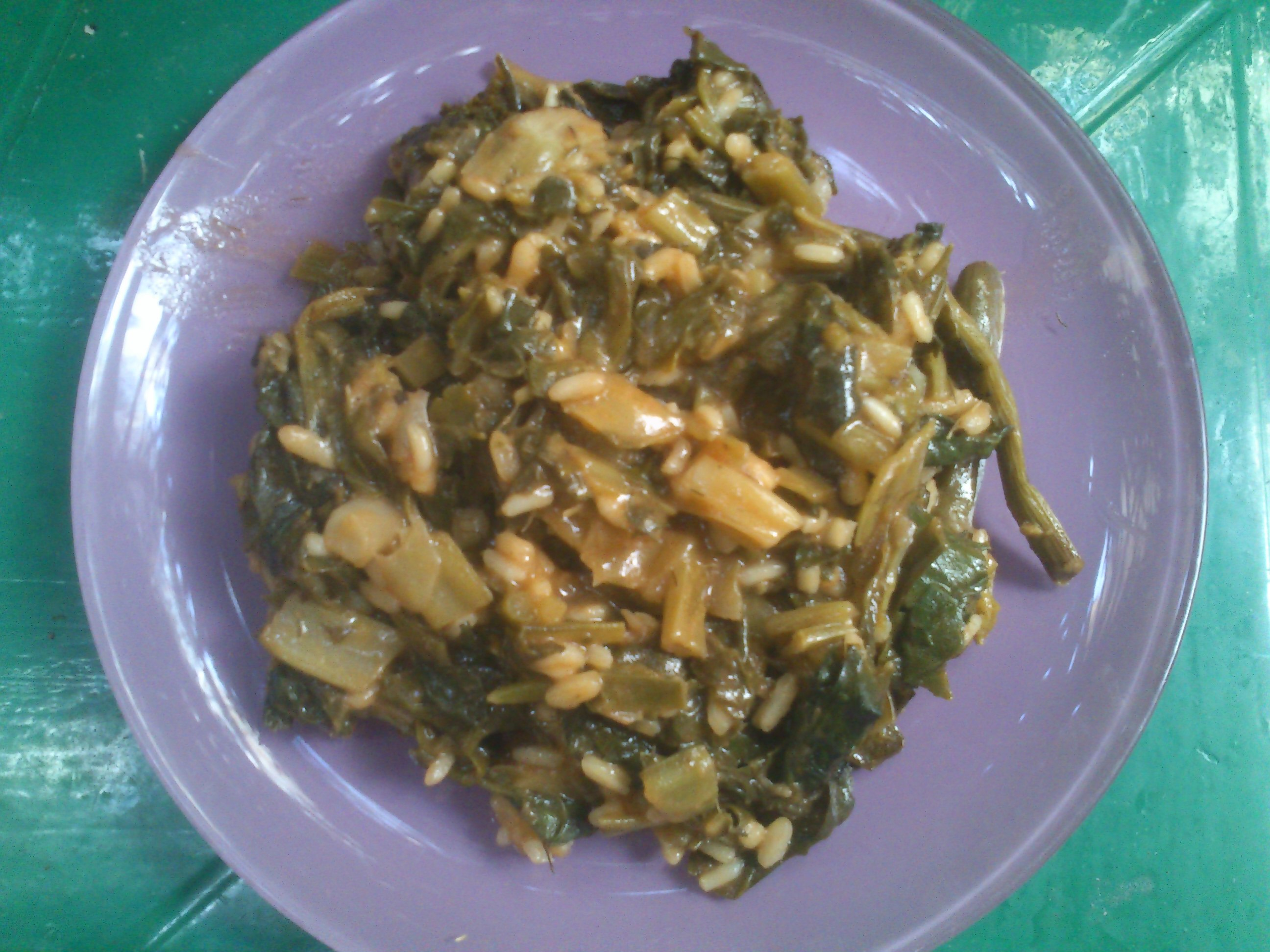
Tsigaridia
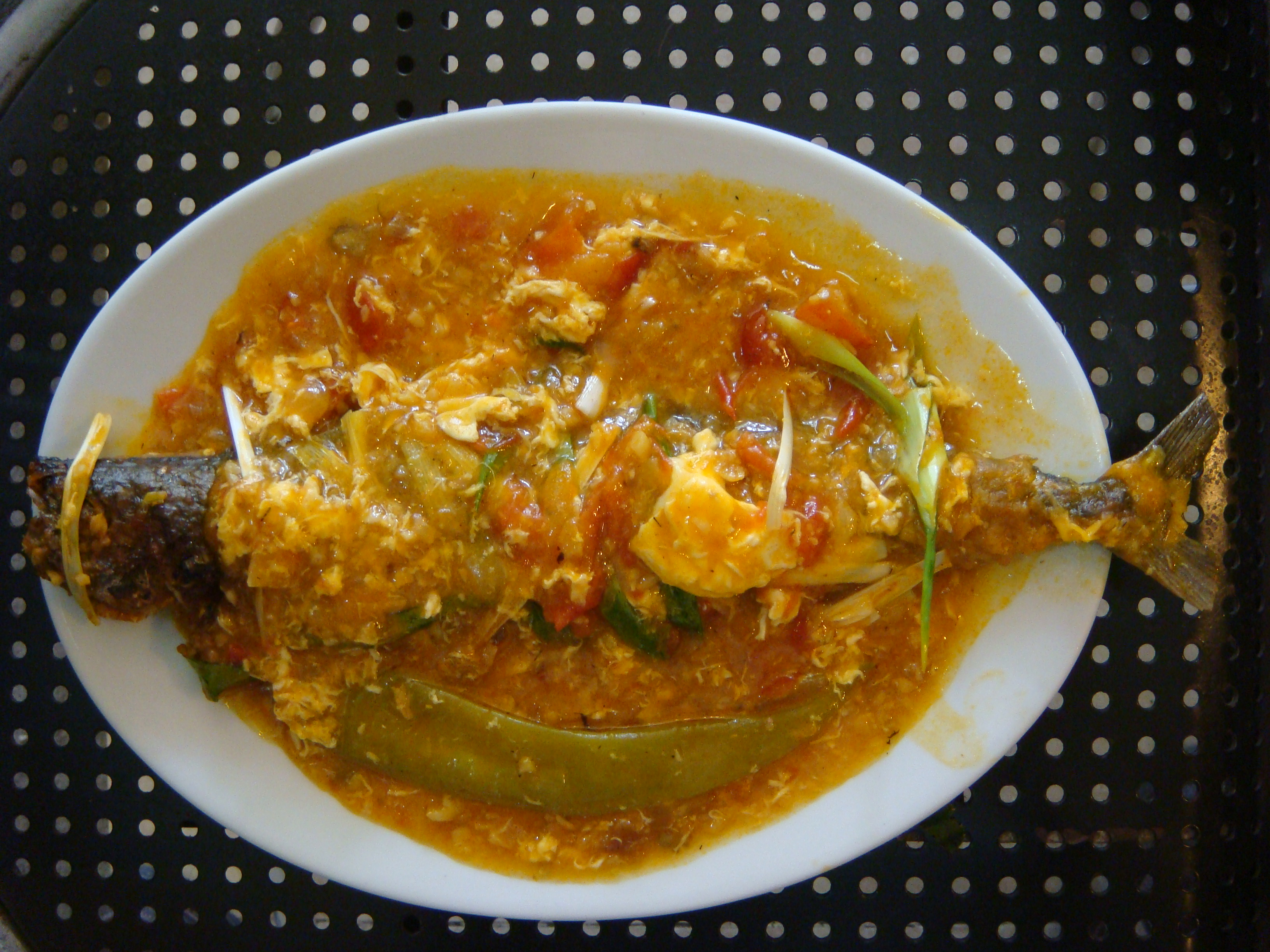
Savoro
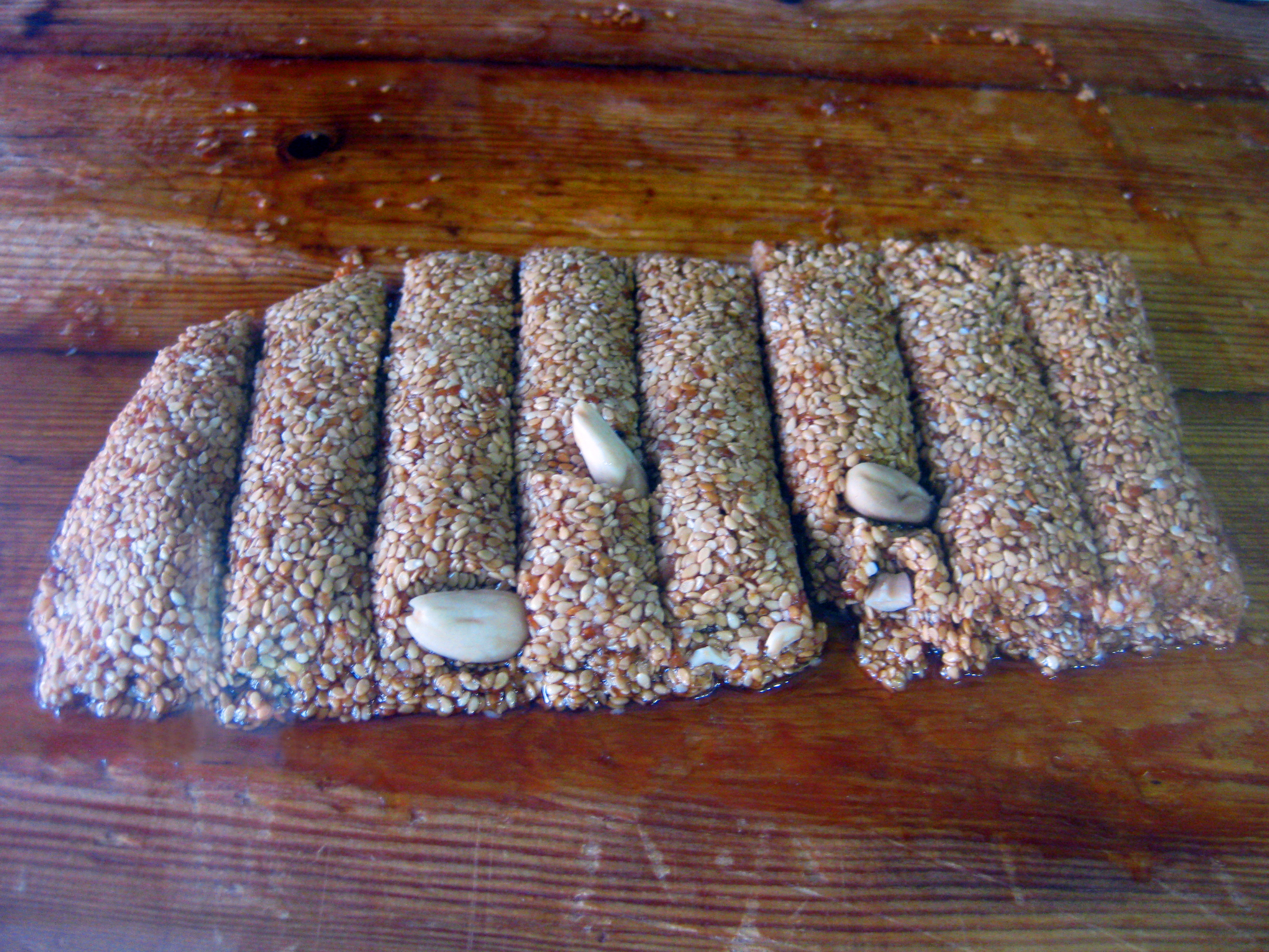
Pasteli